# سیارک ۲۴۹۰۱۰
سیارک ۲۴۹۰۱۰ (به انگلیسی: 249010 Abdel-Samad، نامگذاری:2007QE5)۲۴۹۰۱۰مین سیارک کشف شده‌است که در ۲۶ اوت ۲۰۰۷ کشف شد.